# Пак Хисун Люция
Пак Хисун Люция  или  Люция Пак  (кор.  박희순 루치아, 1801 г., Корея — 24 мая 1839 г., Сеул, Корея) — святая Римско-Католической Церкви, мученица.

## Биография
Пак Хисун Люция родилась в 1801 году в аристократической корейской семье. С раннего возраста служила придворной при дворе корейского монарха династии Чосон. Впервые о христианстве Пак Хисун Люция узнала в тридцатилетнем возрасте. Придворные дамы не могли без особой надобности покидать королевский дворец, поэтому Пак Хисун Люция, притворяясь больной, добилась разрешения покинуть дворец, чтобы участвовать в катехизации. Её отец, противник христианства, узнав, что его дочь хочет стать католичкой, выгнал её из дома и Пак Хисун Люция была вынуждена жить у своих крестных. 15 апреля 1839 года Пак Хисун Люция была арестована вместе со своей сестрой Марией Пак Кун Аги. 24 мая 1839 обе сестры были казнены в Сеуле за исповедание христианства года вместе с группой из восьми католиков.

## Прославление
Пак Хисун Мария была беатифицирована 5 июля 1925 года Римским Папой Пием XI и канонизирована 6 мая 1984 года Римским Папой Иоанном Павлом II вместе с группой 103 корейских мучеников.
День памяти в Католической Церкви — 20 сентября.

## Источник
- Catholic Bishops’ Conference of Korea Newsletter No. 31 (Summer 2000)  (англ.)